# Sevenoaks Weald
Sevenoaks Weald è un villaggio e parrocchia civile dell'Inghilterra, appartenente alla contea del Kent.